# Asarta
Asarta es un pequeño concejo perteneciente al municipio de Mendaza en la Comunidad Foral de Navarra, situado en la Merindad de Estella, en la comarca de Estella Oriental y a 67 km de la capital de la comunidad, Pamplona.

## Geografía física

### Ubicación
Está situado en un declive con las estribaciones de la Peña Dormida, sierra de Codés. Limita al N con Acedo al SO con Nazar y al SE con Mendaza.
|                 | Norte: Acedo |                  |
|                 |              |                  |
| Suroeste: Nazar | Sur: Ubago   | Sureste: Mendaza |

## Historia

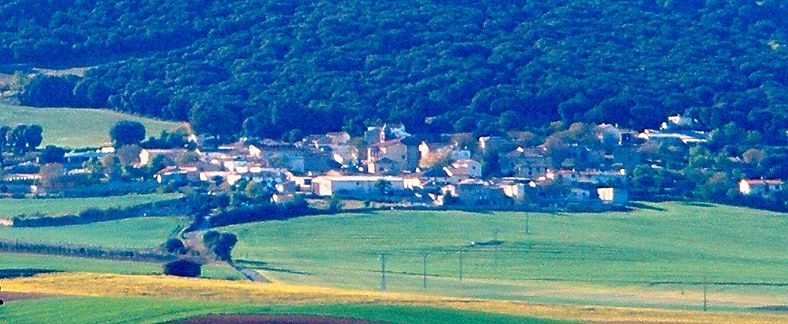
Asarta visto desde Sorlada.

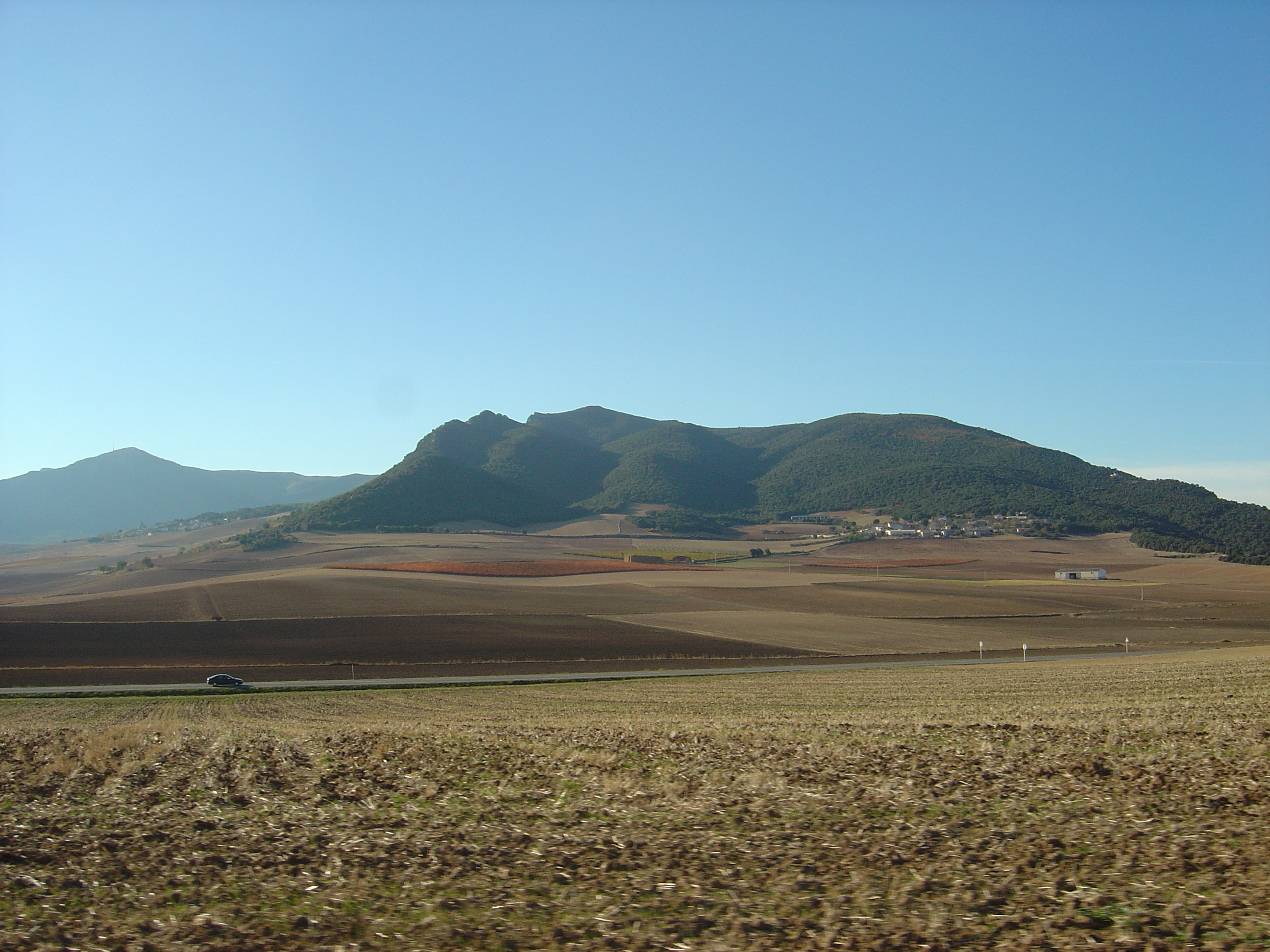
Campo de la batalla de Mendaza. Asarta enfrente. En el extremo izquierdo de la montaña de Asarta se encuentra Desiñana. Nazar al fondo a la izquierda y detrás la sierra de Codés.

El 29 de diciembre de 1833 el lugar, junto con Nazar, fue escenario de la primera guerra carlista con la llamada Batalla de Nazar y Asarta donde las tropas de Tomás de Zumalacárregui, asentadas entre ambas localidades, hacen frente a finales de diciembre de 1833 a los ataques de las columnas de Marcelino de Oraá y de Manuel Lorenzo.
El 12 de diciembre de 1834 tuvo lugar en sus tierras la llamada batalla de Mendaza durante la Primera Guerra Carlista. En ella se enfrentaron, atacando, las tropas isabelinas al mando de Luis Fernández de Córdova y las carlistas de Tomás de Zumalacárregui que atrincheradas en las cercas de lajas de piedra de los campos entre Mendaza y Asarta, resultaron vencidas en el combate. En la actualidad, tras la concentración parcelaria, no quedan restos de esas cercas de piedra.

## Hijos ilustres
- El beato David Carlos de Vergara Marañón (1907-1936).